# Georgette Sayegh
Georgette Sayegh (arabisch جورجيت صايغ; * 20. Jahrhundert im Libanon) ist eine libanesische Schauspielerin und Sängerin, die in den 1970er Jahren berühmt wurde. 

## Karriere
Sie spielte verschiedene Rollen in den Stücken der Brüder Rahbani und wurde einem westlichen Publikum durch die Aufnahme Yay Yay Ya Nassini (1973) bekannt.

## Diskografie

### Singles (Auswahl)
- 1973: Yay Yay Ya Nassini
- 1973: Sa'a Nattarni